# Roulette (Marvel Comics)
Ne doit pas être confondu avec Roulette (DC Comics).
Pour les articles homonymes, voir Roulette.
Roulette est une super-vilaine mutante appartenant à l’univers de Marvel Comics. Elle a été créée par Chris Claremont et Sal Buscema, et est apparue pour la première fois dans New Mutants vol. 1 #16-17, en 1984. 

## Origines
Jennifer Stavros est née à Atlantic City, dans le New Jersey. La jeune mutante fut recrutée au sein des Hellions, dirigés par Emma Frost, la Reine Blanche du Club des Damnés alors rivale du Professeur Xavier.
Une des premières missions des jeunes mutants fut de capturer Kitty Pryde et Doug Ramsey. Ces derniers furent vite secourus par les Nouveaux Mutants, qui défirent les Hellions.
On revit Roulette quand les Hellions attaquèrent les X-Men sur l’île de Muir, pour venger la mort du frère d'un de leurs membres, James Proudstar (son frère John, alias le X-Man Épervier, était mort au combat). Finalement, Warpath fit marche arrière et l'équipe s'enfuit. 
Plus tard, quand les Nouveaux Mutants furent traumatisés par leur mort et leur résurrection orchestrées par le Beyonder, Emma Frost vit cela comme une l'occasion de prendre le contrôle des élèves de Xavier. Elle convainquit Magnéto, alors directeur par intérim, de la laisser prendre en charge les jeunes mutants dans son école. Les Hellions les accueillirent et se lièrent d'amitié avec eux, mais Magnéto ordonna à ses élèves de partir, car Empath l'avait manipulé. 
Les deux équipes s'affrontèrent de nouveau peu après, chacune voulant rallier la créature appelée Bird Boy (Bird-Brain). Dans le combat, Roulette utilisa ses pouvoirs pour éviter une mort certaine à son amie Catseye et à elle-même, alors qu’elles chutaient du haut d'un immeuble.
Roulette fit partie des Hellions qui attaquèrent les New Warriors pour récupérer de force Firestar, qui avait déserté leurs rangs. Elle battit Speedball. Finalement les Hellions abandonnèrent sur ordre d'Emma Frost.
Par la suite, Trevor Fitzroy, un membre des Parvenus venu du futur, débarqua lors d'une soirée organisée par les Hellions, dans le but de tuer Emma Frost pour gagner des points. Il tua plusieurs élèves ce soir là, dont Roulette.

## Pouvoirs
- Roulette était une mutante pouvant produire des disques d'énergie psychique qui altéraient les lois de probabilité de tout ce qui était en contact, résultant en chance (disques rouges) ou en poisse (disques noirs).